# خشكبيجار
خشكبيجار (بالفارسية: خشکبیجار) هي مدينة تقع في إيران في Khoshk-e Bijar District. يقدر عدد سكانها بـ 7,478 نسمة .